# 德弗雷根谷地圣法伊特
德弗雷根谷地圣法伊特是奥地利蒂罗尔州利恩茨县的一个市镇。总面积61.48平方公里，总人口771人，人口密度12.5人/平方公里（2005年）。